# 程世祜
程世祜（1918年—1968年），男，满族，奉天（今辽宁）抚顺人，中国结构力学专家，曾任国防科委第五研究院203室副研究员、511研究所副研究员。